# Извор на Ибър
Изворът на Ибър се намира в най-източната чост на Черна гора – община Рожайе.
Изворът се намира на 10 km от центъра на град Рожае в северното подножие на планината Хайла в гъста иглолистна гора.  По пътя от Рожайе за Беране изворът се намира на 12 километра , като реката в тази си част е богата на пъстърва , а по-надолу и на кефал, шаран и бяла риба.